# Yashar Aliyev
Yashar Teymur oglu Aliyev (en azerí: Yaşar Teymur oğlu Əliyev; Bakú, 19 de agosto de 1955) es diplomático de Azerbaiyán, Representante Permanente de Azerbaiyán ante la Organización de las Naciones Unidas desde 2014.

## Biografía
Yashar Aliyev nació el 19 de agosto de 1955 en la ciudad de Bakú. Su padre, Teymur Elchin, fue un poeta y Viceministro de Cultura de la República Socialista Soviética de Azerbaiyán.
Entre 1972 y 1977 estudió en la Facultad de Estudios Orientales de la Universidad Estatal de Bakú. En 1980-1982 también estudió en el Instituto de Estudios Orientales de la Academia de Ciencias de Moscú. A principios de los años noventa se graduó de la Academia Diplomática del Ministerio de Asuntos Exteriores de la Federación de Rusia.
Habla con fluidez en ruso, inglés, turco y árabe.
Yashar Aliyev está casado y tiene tres hijos.

## Carrera diplomática
Después de graduarse de la universidad, trabajó en institutos de la Academia de Ciencias de la Unión Soviética en 1980-1982. También sirvió en las misiones militares y comerciales de la Unión Soviética en Irak (1977-1979) y Kuwait (1985-1988). Desde 1989 trabajó en el Ministerio de Asuntos Exteriores de la República Socialista Soviética de Azerbaiyán (más tarde Ministerio de Asuntos Exteriores de la República de Azerbaiyán).
En 1992 Yashar Aliyev dirigió el departamento de organizaciones internacionales del Ministerio de Asuntos Exteriores de Azerbaiyán y ese mismo año comenzó su carrera diplomática como asesor de relaciones políticas de la Misión Permanente de Azerbaiyán ante la ONU.
En 2002 Yashar Aliyev fue nombrado Representante Permanente de Azerbaiyán ante la Organización de las Naciones Unidas  y ocupó este cargo hasta noviembre de 2006. Durante este período, también se desempeñó como vicepresidente del 59º período de sesiones de la Asamblea General de la ONU (2004), vicepresidente del Consejo Socioeconómico de la ONU (2004-2005), presidente de la Cuarta Comisión de la Asamblea General de la ONU (2005-2006). Durante su labor como representante permanente, Azerbaiyán se convirtió en miembro del Consejo Socioeconómico de la ONU (desde 2002), así como de la Comisión (desde 2006) y del Consejo de Derechos Humanos de la ONU (desde 2006).
Después de la apertura de la Embajada de la República de Azerbaiyán en la República de Cuba en noviembre de 2005, Yashar Aliyev se convirtió en el primer Embajador Extraordinario y Plenipotenciario de Azerbaiyán en Cuba. Desde el 9 de octubre de 2006 al 26 de octubre de 2011, Yashar Aliyev se desempeñó como Embajador Extraordinario y Plenipotenciario de Azerbaiyán en los Estados Unidos de América, además desde el 2 de febrero de 2007 hasta el final de su mandato como embajador en los Estados Unidos, actuando como Observador Permanente de la República de Azerbaiyán en Organización de los Estados Americanos. Desde el 22 de junio de 2007 al 14 de abril de 2009 fue Embajador Extraordinario y Plenipotenciario de la República de Azerbaiyán en Estados Unidos Mexicanos.
Después de tres años de trabajo en el Ministerio de Asuntos Exteriores de Azerbaiyán (2011-2014), en mayo de 2014 Yashar Aliyev fue nombrado nuevamente representante permanente de Azerbaiyán ante las Naciones Unidas.